# Verrichtung

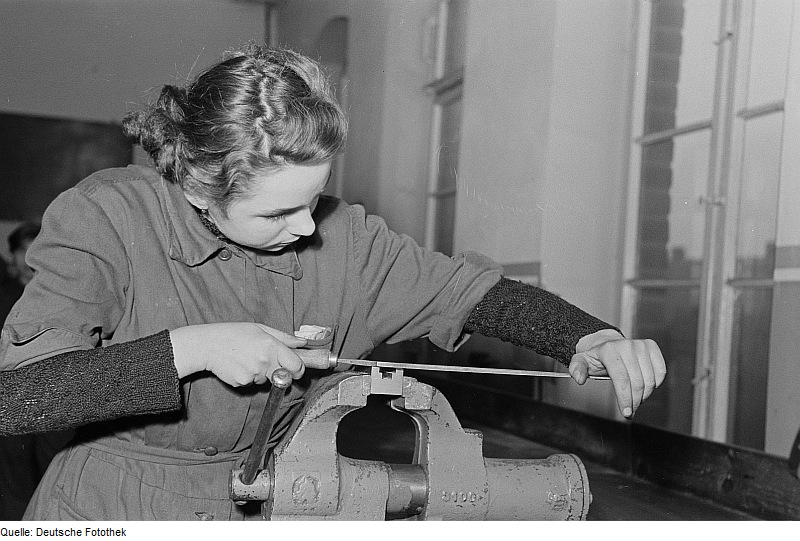
Lehrling an einer Werkbank (1952): Die Werkbank und ihre unmittelbare Umgebung sind der Arbeitsplatz, die Werkbank und die Feile sind die Arbeitsmittel, das zu feilende Metallstück ist das Arbeitsobjekt, das Feilen ist die Verrichtung

Unter Verrichtung (oder Verrichten) werden in der Arbeitswissenschaft die sichtbaren Tätigkeiten einer Arbeitsperson bei der Ausführung einer Aufgabe verstanden. Die Verrichtung führt zur Erfüllung der Aufgabe (Verrichtungsprinzip).
Die Verrichtung ist nach Erich Kosiol eines von sechs Merkmalen, mit denen sich eine Aufgabe beschreiben lässt. Die anderen Merkmale sind das Arbeitsobjekt, der Aufgabenträger, die Arbeitsmittel, der Arbeitsplatz und die Arbeitszeit.
Vor und nach der Verrichtung gibt es Rüstzeiten, die der Vor- und Nachbereitung der eigentlichen Arbeitsverrichtung dienen.

## Verrichtungsklassen
Nach dem Verrichtungsprinzip werden einzelne Arbeitsschritte nach Gleichartigkeit in Verrichtungsklassen aufgeteilt, etwa bei der Fertigungsart (wie Bohren, Drehen, Feilen, Fräsen) oder der betrieblichen Funktion (Beschaffung, Produktion,  Vertrieb). Bei einer Zeitstudie zählen zum Verrichten alle beeinflussbaren Ablaufarten. Auch statische Muskelarbeit kann als Verrichten klassifiziert werden.

## Verrichtungsgrad
Das Verhältnis der Zeit für die Arbeitsverrichtung {\displaystyle V} zur Auftragszeit {\displaystyle A} wird Verrichtungsgrad {\displaystyle VG} genannt:
{\displaystyle VG={\frac {\text{V}}{\text{A}}}}.
Dabei ist die Auftrags- oder Vorgabezeit jener Zeitraum, in welchem alle Arbeitsabläufe auszuführen sind, die zur Fertigung eines Endproduktes erforderlich sind.